# OR52H1
OR52H1 (англ. Olfactory receptor family 52 subfamily H member 1) – білок, який кодується однойменним геном, розташованим у людей на короткому плечі 11-ї хромосоми. Довжина поліпептидного ланцюга білка становить 320 амінокислот, а молекулярна маса — 35 592.
| 10         |  | 20         |  | 30         |  | 40         |  | 50         |
| ---------- |  | ---------- |  | ---------- |  | ---------- |  | ---------- |
| MPSASAMIIF |  | NLSSYNPGPF |  | ILVGIPGLEQ |  | FHVWIGIPFC |  | IIYIVAVVGN |
| CILLYLIVVE |  | HSLHEPMFFF |  | LSMLAMTDLI |  | LSTAGVPKAL |  | SIFWLGAREI |
| TFPGCLTQMF |  | FLHYNFVLDS |  | AILMAMAFDH |  | YVAICSPLRY |  | TTILTPKTII |
| KSAMGISFRS |  | FCIILPDVFL |  | LTCLPFCRTR |  | IIPHTYCEHI |  | GVAQLACADI |
| SINFWYGFCV |  | PIMTVISDVI |  | LIAVSYAHIL |  | CAVFGLPSQD |  | ACQKALGTCG |
| SHVCVILMFY |  | TPAFFSILAH |  | RFGHNVSRTF |  | HIMFANLYIV |  | IPPALNPMVY |
| GVKTKQIRDK |  | VILLFSKGTG |  |            |  |            |  |            |

A: Аланін

C: Цистеїн

D: Аспарагінова кислота

E: Глутамінова кислота

F: Фенілаланін

G: Гліцин

H: Гістидин

I: Ізолейцин

K: Лізин

L: Лейцин

M: Метіонін

N: Аспарагін

P: Пролін

Q: Глутамін

R: Аргінін

S: Серин

T: Треонін

V: Валін

W: Триптофан

Кодований геном білок за функціями належить до рецепторів, g-білокспряжених рецепторів, білків внутрішньоклітинного сигналінгу. 
Локалізований у клітинній мембрані.